# 東京慈惠會醫科大學附屬醫院
東京慈惠會醫科大學附屬醫院 （日语：／）是日本東京都港區西新橋的教學醫院，為東京慈惠會醫科大學所有附屬醫院的本院。簡稱慈惠醫大醫院。

## 歷史

### 年表
- 1882年8月：高木兼寛開設有志共立東京醫院。
- 1887年4月：當時皇后（昭憲皇太后）賜名「慈惠」，更名為東京慈惠醫院。
- 1891年2月：高木兼寛個人經營的東京醫院開院。
- 1907年7月：設立社團法人東京慈惠會，更名為東京慈惠會醫院。
- 1922年2月：東京醫院交由社團法人東京慈惠會經營，更名為社團法人東京慈惠會附屬東京醫院。
- 1923年9月1日：受到關東大震災影響，醫院毀損。
- 1945年5月：社團法人東京慈惠會附屬東京醫院遭到空襲毀損。
- 1947年4月：東京慈惠會醫院更名為東京慈惠會醫科大學附屬東京醫院南病棟。同時，社團法人東京慈惠會附屬東京醫院更名為京慈惠會醫科大學附屬東京醫院北病棟。
- 1962年10月：院名改為東京慈惠會醫科大學附屬醫院。設置東京醫院紀念碑。
- 1994年2月：取得特定機能醫院（日语：特定機能病院）認證。

- 2020年12月：取得東京都綜合周產期母子醫療中心（日语：総合周産期母子医療センター）指定[5]。

## 指定醫療機關
- 特定機能醫院（日语：特定機能病院）
- 救急告示醫院（日语：救急告示病院）[6]
- 臨床研修指定醫院（日语：臨床研修指定病院）
- 外國醫師或外國牙科醫師臨床修練指定醫院
- 勞災保險指定醫院
- 勞災保險二次健診等給付指定醫院
- 認定輸血檢査技師制度指定設施
- 勞災保險外科後處置實施醫療機關
- 公害醫療機關
- 東京都綜合周產期母子醫療中心（日语：総合周産期母子医療センター）
- 東京都災害據點醫院（日语：災害拠点病院）[7]
- 東京都愛滋病診療據點醫院（日语：エイズ治療拠点病院）[8]
- 東京都神經難病醫療據點醫院

## 診療
- 綜合診察部
  - 影像診斷部
  - 放射線治療部
  - 中央檢査部
  - 輸血部
  - 麻醉部
  - ICU
  - CCU
  - 血液淨化部
  - 內視鏡部
  - 手術部
  - 醫院病理部
  - 感染制御部
  - 臨床腫瘤部
  - 門診點滴治療室
- 內科
  - 消化·肝臓內科
  - 神經內科
  - 腎臓·高血壓內科
  - 風濕·膠原病內科
  - 循環內科
  - 糖尿病·代謝·內分泌內科
  - 血液·腫瘤內科
  - 呼吸內科
- 小兒科
- 皮膚科
- 精神神經科
- 外科
  - 消化外科
  - 肝膽胰外科
  - 乳腺·內分泌外科
  - 呼吸外科
  - 血管外科
  - 小兒外科
- 骨科
- 腦神經外科
- 心臓外科
- 婦產科
- 泌尿科
- 眼科
- 耳鼻喉科
- 整形外科
- 復健科
- 牙科
- 疼痛門診
- 運動門診
- 造血細胞治療中心
- 綜合母子健康醫療中心
  - 小兒腦神經外科
- 腦血管內治療部
- 急救部
- 門診棟手術中心
  - 門診棟手術室
  - 準分子雷射手術室
  - 皮膚雷射治療室

## 先進醫療
- CYP2D6基因多型性檢測
- MRI及超音波檢查影像融合之前列腺切片檢查
- 紫杉醇靜脈投藥（一週一次。）及卡鉑腹腔內投藥（三週一次。）併用療法－上皮性卵巢癌、輸卵管癌或原發性腹膜癌
- 腹腔鏡下前哨淋巴結活體組織切片－早期胃癌
- 重覆經顱磁刺激療法－藥物療法無效的雙極性疾患
- 探針型雷射掃描共軛焦顯微鏡之胃上皮性病變診斷－胃上皮性病變
- 腎血管平滑肌脂肪瘤的腎腫瘤凝固、燒灼術（僅限冷凍凝固。）－腎血管平滑肌脂肪瘤（僅限結節性硬化症。）【腎血管平滑肌脂肪瘤診斷與術後治療實施設施（泌尿科）】

## 其他
- 東京慈惠會醫科大學創校者高木兼寛曾引進麥飯根除日本海軍的腳氣病。為了紀念其貢獻，院內也為住院患者提供麥飯料理[9]。

## 事件、事故、醜聞

### 醫師未經同意堕胎事件
- 該院一名已婚男性醫師（當時36歲）劈腿女性看護師，在女方懷孕後，未取得其同意私自下藥堕胎。最終男方判刑有期徒刑3年、緩刑5年[10]，厚生勞動省醫道審議會則決議「取消醫師執照處分」[11]。

### 嚴重特殊傳染性肺炎
- 2020年4月4日，東京都公布新增117人確診。都內累計感染者達891人，其中6人是慈惠醫大醫院相關人士[12]。

## 交通方式
- 都營三田線御成門站A5出口步行3分
- JR新橋站烏森口步行12分
  - 此外，也可從地下鐵內幸町站、神谷町站、虎之門站、大門站、霞關站步行前往。

- 東急巴士東98系統至「慈惠會醫大前」或「愛宕山下」下車
- 港區社區巴士「Chii Bus」新橋站～田町站東口（芝路線）至「慈惠醫大醫院入口」下車

## 外部連結
- 東京慈惠會醫科大學附屬醫院 （页面存档备份，存于）